# Campagnano di Roma
Campagnano di Roma es una localidad italiana de la provincia de Roma, región de Lacio, con 10.715 habitantes.

## Evolución demográfica
| Gráfica de evolución demográfica de Campagnano di Roma entre 1861 y 2001 |
|                                                                          |
| Fuente ISTAT - elaboración gráfica de Wikipedia                          |